# 施德明
施德明（Stefan Sagmeister，1962年8月6日—），原文名可譯作斯特凡·薩格梅斯特，是工作並生活於美國紐約的奧地利平面設計師和字體編排設計師，並廣泛涉足電影置景及傢俱設計等。他也是國際平面設計師聯盟AGI會員，紐約庫珀藝術聯合學校教授，現任教於紐約視覺藝術學校。“施德明”是中國平面設計師王序為Stefan Sagmeister起的中文名字，因此“施德明”這個名字更為華人設計屆所熟知。

## 生平
1962年出生於與瑞士毗鄰的奧地利西部城市布雷根茨。1993年从香港返回纽约，成立了自己的設計公司“Sagmeister  Inc.” 並擔任設計總監職務，其公司作品曾於世界各地展出。 該公司在2012由於新合夥人Jessica Walsh的加入，更名為“Sagmeister & Walsh Inc."。他曾為卢·里德 （Lou Reed）、滾石樂隊等設計過專輯封套。施德明受教於維也納應用藝術大學，畢業後，獲得傅爾布萊特計畫奬學金並前往紐約布魯克林的普拉特學院學習。